# Gömör László
Gömör László (Budapest, 1958. február 20.) magyar dobos, zeneszerző, szövegíró és zenei rendező. A korai kis zenekarok után a Solaris jelentette a kiugrást, amelynek debütáló albumán az onnan távozó Tóth Vilmos helyén játszott. A Solaris 1985-ben átalakult, Vincze Lilla csatlakozásával létrejött a Napoleon Boulevard, ahol egészen 1990-ig játszott. Jelenleg a Solaris mellett több más zenekarban is játszik, valamint dobolást oktat.

## Diszkográfia
Állandó tagként:
- Marsbéli krónikák (1984, Solaris LP)
- Napoleon Boulevard 1. (1986, Napoleon Boulevard LP)
- Napoleon Boulevard 2. (1987, Napoleon Boulevard LP)
- Júlia nem akar a földön járni (1988, Napoleon Boulevard LP)
- Mennyből az angyal (1989, Napoleon Boulevard LP)
- Lilla (1989, Vincze Lilla – Napoleon Boulevard LP)
- Solaris '90 (1990, Solaris 2LP)
- Nostradamus – A próféciák könyve (1999, Solaris CD)
- Live in Los Angeles (1996, megjelenés 2000, Solaris CD)
- Nostradamus – Live in Mexico (2007, Solaris CD, DVD)
- Best of 1985–1989 (2009 remake, Napoleon Boulevard CD)
- Solaris 1990 (2010, Solaris CD)
- Live Chronicles (2014, Solaris CD)
- Marsbéli krónikák II (2014, Solaris CD)
- MÜPA DVD (2006-os koncert, 2015, Solaris DVD)

Közreműködött:
- Magneoton nyitány (1990, Napoleon Boulevard)
- Seven Gates of Alhambra (1999, Cziglán István)